# Gotham City
Gotham City – fikcyjne miasto pojawiające się w komiksach DC, najlepiej znane jako siedziba Batmana. Po raz pierwszy zostało tak określone w komiksie Batman #4 (zima 1940).

## Geneza
Nazwa Gotham to używany od początków XIX wieku przydomek Nowego Jorku. Wywodzi się od nazwy angielskiej wsi Gotham, której mieszkańcy udawali obłąkanych by unikać płacenia podatków nałożonych przez Jana bez Ziemi. W odniesieniu do Manhattanu i jego mieszkańców nazwa ta została użyta po raz pierwszy w 1807 roku przez Washingtona Irvinga w satyrycznych esejach zamieszczanych w periodyku Salmagundi.
W swoich najwcześniejszych przygodach Batman żył i działał w Nowym Jorku, w szczególności na Manhattanie. Scenarzysta Bill Finger uznawany jest za twórcę Gotham City. Autor tak skomentował wybór nazwy: „Pierwotnie miasto miało nazywać się ‘Civic City’. Zastanawiałem się także nad Capital City i Coast City. Ostatecznie przeglądając książkę telefoniczną, natrafiłem na ‘Gotham Jewelers’ i stwierdziłem, że to jest to. Nie chcieliśmy nazwać miasta Nowy Jork, bo chcieliśmy, aby każdy, w każdym mieście mógł się z nim identyfikować”.

## Fikcyjna historia
W komiksie Swamp Thing #53 Alan Moore stworzył fikcyjną historię miasta Gotham, która została przejęta potem przez innych scenarzystów. Zgodnie z opowieścią Moore’a, miasto założył norweski najemnik, a potem przejęli je Brytyjczycy – jest to kalka historii Nowego Jorku, założonego przez Holendrów jako Nowy Amsterdam i przejętego potem przez Brytyjczyków. W czasie Rewolucji Amerykańskiej stoczono pod Gotham dużą bitwę, które to wydarzenie było odbiciem faktycznych bitew o Brooklyn i Long Island w czasie tej wojny. Zgodnie z plotkami, miały tam miejsce różne obrzędy magiczne – o jednym z nich wspomina się w historii Mroczny Rycerz Mrocznego Miasta, gdzie jednym z biorących udział jest Thomas Jefferson.
W komiksie Shadowpact #5 scenarzysta Bill Willidicck rozszerzył wątek okultystyczny, opisując istotę śpiącą od 40 000 lat pod miejscem, gdzie powstało Gotham. Strega, sługa istoty, stwierdza, że „mroczny i często przeklęty charakter” miasta pozostaje pod wpływem tej istoty, obecnie używającej imienia „Doctor Gotham”. Ciekawym odpryskiem tej wersji jest opowieść Zagłada Gotham, w której pod miastem spoczywa uśpiony przedwieczny – potwór/bóg z kosmosu, rodem z mitologii Lovecrafta.
Różne historie dodawały więcej wydarzeń do historii Gotham, wydatnie wpływając na samo miasto i jego mieszkańców. Najprawdopodobniej największy wpływ miała seria crossoverów, która rozpoczęła się od historii Contagion, w której Ra’s al Ghul wypuścił śmiertelny wirus „Clench” – odmianę Eboli. Miasto wracało do życia po tym wydarzeniu, kiedy miało miejsce gigantyczne trzęsienie ziemi, mające 7.6 stopnia w Skali Richtera, przedstawione w historii Cataclysm. W wyniku znacznych zniszczeń, rząd federalny podjął decyzję o odcięciu Gotham i ogłoszeniu go strefą ziemi niczyjej, co zostało przedstawione w gigantycznej sadze No Man’s Land. Te wydarzenia pozwoliły autorom komiksów na przedefiniowanie miasta, jego architektury i ogólnej atmosfery. Zyskało twardszy charakter, a pozostali w nim mieszkańcy stali się bardziej cyniczni. Wydarzenia doprowadziły do dramatycznych zmian w obliczu miasta, dzięki toczącej się w komisach przebudowie i odbudowie ze zniszczeń.
Nazwa „Gotham City” jest kojarzona w zasadzie głównie z DC Comics, lecz pojawiła się także w pierwszej historii, w której występuje Mr. Scarlett, stworzonej przez France’a Herrona i Jacka Kirby’ego w Wow Comics #1. Greg Theakston, badający życie Kirby’ego, zwrócił uwagę na fakt, że została ona opublikowana 13 grudnia 1940 roku, na krótko przed publikacją komiksu Batman #4.

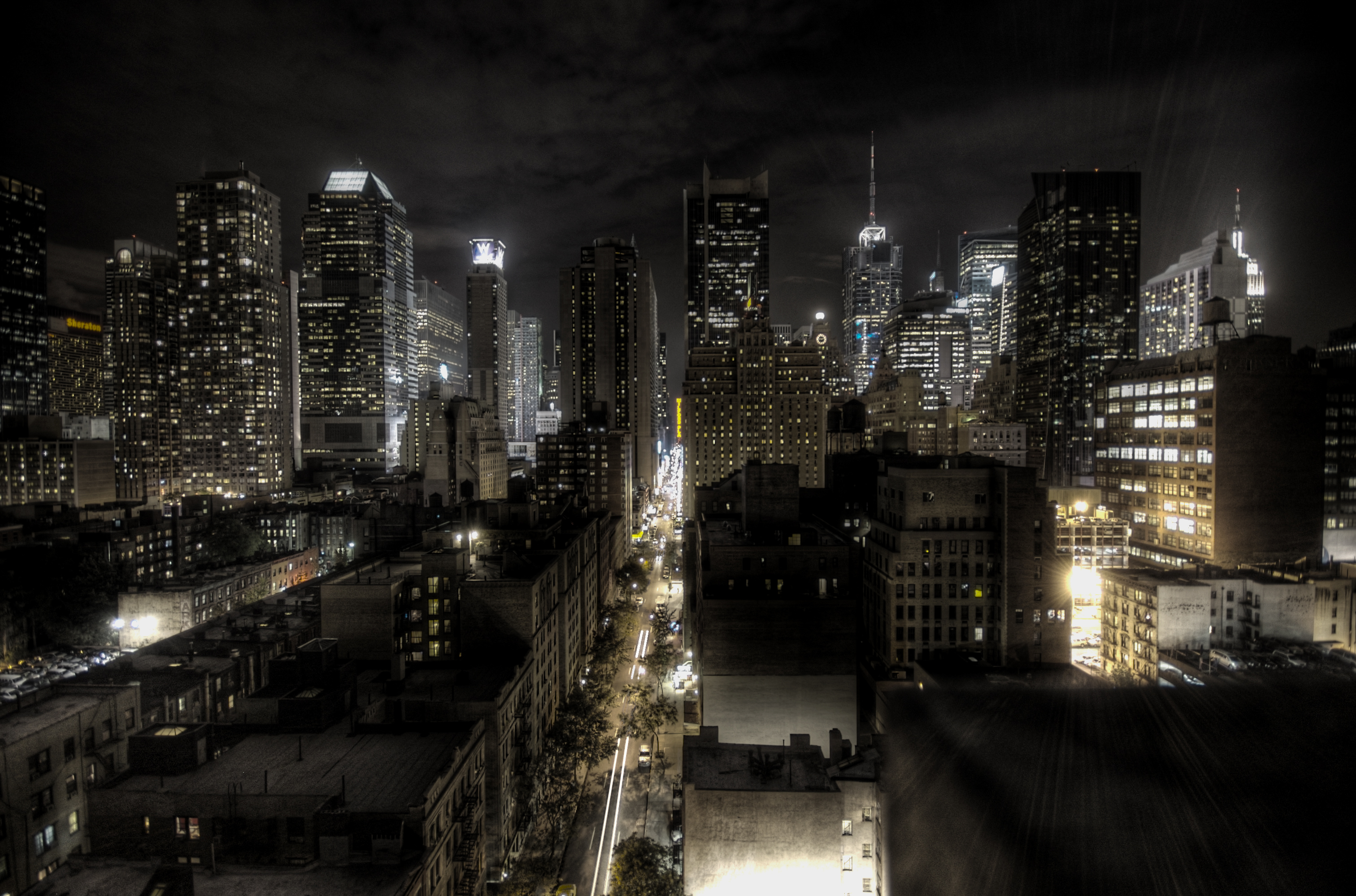
Nowy Jork nocą

## Atmosfera
Jeśli chodzi o klimat i atmosferę miasta, znany scenarzysta i wydawca Batmana Dennis O’Neil określił ją tak: „Gotham City to Manhattan poniżej Czternastej, jedenaście minut po północy w najzimniejszą noc listopada”.
Atmosfera Gotham nabrała cieplejszego charakteru w komiksach z lat 50. i początku 60., upodabniając się do ogólnej atmosfery opowieści o Batmanie z tamtego okresu. W początku lat 70. jednak zarówno miasto, jak i historie nabrały bardziej szorstkiego charakteru. Dzisiejsze Gotham to mroczne i złowieszcze miejsce, przesycone zbrodnią, rozpaczą, korupcją i sięgającym korzeni rozkładem.

### Architektura
Różni artyści przedstawiali Gotham na różne sposoby. Ich interpretacje często oparte były na faktycznie istniejących okresach i stylach architektonicznych, często wyolbrzymionych, jak np. przesadzonych, wielorzędowych przyporach gotyckich katedr. Ogromne posągi w stylu art déco i art nouveau można zobaczyć w filmie Tima Burtona, natomiast wpływy cyberpunkowe, oraz japońskie i greckie widać było w dwóch filmach, które stworzył Joel Schumacher.
W mitologii Batmana osobą mającą ogromny wpływ na unikatowy wygląd miejskiej architektury z okresu przed Rewolucją Amerykańską był sędzia Solomon Wayne, przodek Bruce’a Wayne’a. Jego krucjata o zreformowanie wyglądu Gotham opierała się na pracach młodego architekta, Cyrusa Pickneya, któremu zlecił zaprojektowanie i budowę pierwszych zabudowań w stylu „gothamskim” w przyszłej dzielnicy finansowej w duchu zbieżnym z ideą „gotyckiego odrodzenia” ze współczesnego tym postaciom okresu. W historii z 1992 roku mężczyzna opętany przez wizję Pickneya wysadził w powietrze kilka budynków w mieście, aby odsłonić dawne budowle. Zabieg ten od strony edytorskiej miał na celu zbliżenie Gotham w wersji komiksowej do wersji, którą na potrzeby filmu zaprojektował Anton Furst.
Po historii No Man’s Land, Lex Luthor podjął się odbudowy miasta zniszczonego w wyniku trzęsienia ziemi. Dawne budynki w stylu art déco i gotyckim zastąpione zostały przez nowoczesne drapacze chmur ze szkła i stali.

## Geografia
Geografia miasta Gotham, tak, jak w przypadku innych fikcyjnych miast w komiksach DC różnicowała się przez dziesięciolecia, ze względu na zmiany scenarzystów, edytorów i różne historie. Kilkukrotnie opisywano miasto jako leżące nad brzegami jeziora Gotham. Najczęściej jednak umiejscawia się je na wschodnim Wybrzeżu USA.
Z historycznego punktu widzenia „Gotham” to przezwisko dla Nowego Jorku, którego po raz pierwszy użył Washington Irving w początku XIX wieku.
W większości publikacji Gotham było traktowane jak analogia Nowego Jorku. Frank Miller stwierdził nawet, że „Metropolis to Nowy Jork za dnia; Gotham City to Nowy Jork nocą”. Prezes DC Comics i wydawca, Paul Levitz natomiast, że Gotham to „Nowy Jork w dół od Czternastej Ulicy, starsze budownictwo, cegła i kamień, w odróżnieniu od szkła i stali”. Dziennikarz New York Timesa William Safire opisuje Gotham jako „Nowy Jork poniżej Czternastej, od Soho do Greenwich Village, Bowery, Mała Italia, Chinatown, i złowieszcze tereny u podnóża Manhattan Bridge i Brooklyn Bridge.
Z drugiej strony, jeden z najważniejszych rysowników związanych z postacią Batmana, Neal Adams uważa Gotham za wzorowane na Chicago (nazywanym czasem „New Gotham”), wskazując na historię korupcji i zorganizowanej przestępczości. Dodaje też „Jedną z rzeczy w Chicago jest to, że Chicago ma aleje (praktycznie nieobecne w Nowym Jorku). Małe boczne alejki to miejsce, gdzie Batman walczy z tymi wszystkimi zbirami. Jeśli chodzi o adaptacje filmowe, to z tymi bywało różnie: Gotham Tima Burtona wzorowane było głównie na Nowym Jorku, podczas gdy filmy, które stworzył Christopher Nolan korzystały z odniesień do Chicago.
Jedną ze starszych teorii zaproponował Mark Gruenwald, który został później scenarzystą/edytorem dla Marvel Comics. Została opublikowana w latach 70. w fanzinie DC The Amazing World of DC Comics w numerze poświęconym super-grupie Justice League. Gruenwald zasugerował, że Gotham leży gdzieś w stanie New Jersey, podczas gdy Metropolis znajduje się niedaleko Washington, D.C.
W komiksie Man-Bat #3 jest wzmianka o Gotham City jako leżącym Central Time zone.
Zgodnie z historią z albumu Planetary/Batman, miasto Gotham istnieje także w universum Wildstorm. Jest podobne do swojego odpowiednika z podstawowego universum DC, ale nie jest miejscem operacji zamaskowanych superbohaterów. Natomiast w komiksie Captain Atom: Armageddon Gotham City nie istnieje w universum Wildstorm.
The Atlas of the DC Universe, opublikowany w 1990 przez Mayfair Games Inc. jako suplement do gry fabularnej DC Heroes podaje lokalizację Gotham w południowym New Jersey (natomiast Metropolis w Delaware). Źródło to nie zostało nigdy oficjalnie uznane przez DC Comics (mimo że lokalizacja ta powstała w oparciu o mapę pojawiającą się w komiksie New Adventures of Superboy #22) i stoi w sprzeczności z innymi podanymi lokalizacjami.
W serii Batgirl oraz w komiksach imprintu Vertigo Comics – serii Sandman, Gotham przedstawione jest jako cały osobny stan, podobnie jak Nowy Jork, z miastem Gotham jako stolicą stanu. W obu wypadkach pojawiają się odniesienia do „północy stanu Gotham” (ang. „Upstate Gotham”).
Licencja taksówkarza gothamskiego z komiksu Batman: Shadow of the Bat annual #1 zawiera tekst „Gotham City, NJ”, lokując Gotham w stanie New Jersey.
Detective Comics #503 (czerwiec 1983) zawiera kilka odniesień, sugerujących, że Gotham znajduje się w lub niedaleko New Jersey. Miejsce na wybrzeżu Jersey opisane jest jako „dwadzieścia mil na północ od Gotham”. Robin i Batgirl jadą samochodem z „tajnego lądowiska w New Jersey” do Gotham, a następnie „autostradą hrabstwa Hudson. Hrabstwo Hudson to faktycznie istniejące hrabstwo w New Jersey.
Jedna z viralnych stron promujących film Mroczny Rycerz przedstawia trasy kolejowe na mapie ukazującej również część ulic oraz Międzynarodowy Port Lotniczy Gotham, zgodnie z opisem położony w pobliskim hrabstwie lub mieście.

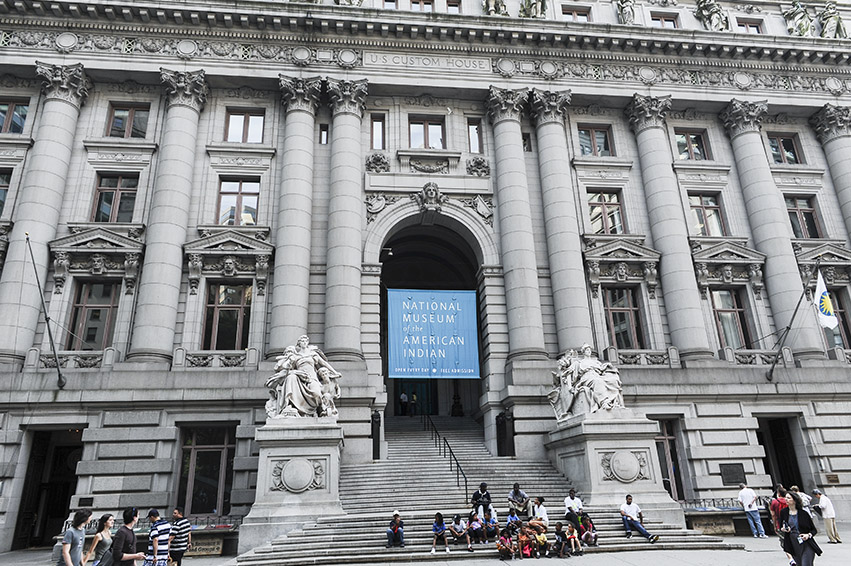
Budynek Alexander Hamilton U.S. Custom House odgrywał scenografię Ritz Gotham w filmie Batman Forever.

Spośród pełnometrażowych filmów o Batmanie, Batman Forever (1995) był filmowany po części w Nowym Jorku, pozostałe plany zdjęciowe zaś w Kalifornii, Oregonie i Izraelu. Spośród pozostałych Batman Tima Burtona (1989) kręcony był w Londynie. Powrót Batmana (1992) był kręcony w studiach Warner Brothers w Burbank. Batman i Robin (1997) powstał w Kalifornii, Teksasie, Kanadzie, Vermont i Austrii. Batman: Początek (2005) kręcono w Londynie, Chicago, na Islandii i w Waukegan (w stanie Illinois). Mroczny Rycerz (2008), w największym stopniu oparty na zdjęciach plenerowych, został w całości nakręcony w Chicago, włącznie ze zdjęciami charakterystycznych punktów krajobrazu takich jak Sears Tower, Trump Tower, LaSalle St. i Navy Pier (scena zasadzki Jokera z użyciem bomb na dwóch promach). Mroczny Rycerz powstaje (2012) kręcony był głównie w Nowym Jorku, Los Angeles, Chicago i Londynie. Biorąc pod uwagę filmy, pretendentem do miana Gotham jest Chicago, a w dalszej kolejności Nowy Jork, Kalifornia i Londyn.
Ulice, place i inne miejsca w Gotham City noszą często nazwy nawiązujące do twórców, którzy przez kilkadziesiąt lat istnienia postaci zajmowali się tworzeniem komiksów z Batmanem, np. Park Robinsona, czy Kane Memorial Bridge.

## Ważne miejsca, charakterystyczne punkty, instytucje i przedsiębiorstwa
Gotham to ważne centrum ekonomiczne w Stanach Zjednoczonych w świecie komiksów DC Comics. Główne obszary przemysłu to produkcja, transport, finanse, sztuka. W mieście znajduje się wiele muzeów, galerii i pracowni jubilerskich., a także fabryka gigantycznych rekwizytów. Oprócz portu morskiego znajdują się tam także stocznie.
Wśród największych przedsiębiorstw Gotham znajduje się także najbardziej znane, czyli Wayne Enterprises, specjalizujące się w produkcji oraz badaniach nad i rozwojem nowych technologii. Oddział firmy, Wayne Foundation, zajmuje się działalnością charytatywną, wspierając większość akcji charytatywnych w Gotham, a także jego sztukę i badania naukowe.
Ważne gazety miejskie to „Gotham Gazette” i „Gotham Globe”. W okresie Srebrnego Wieku, wydawca „The Daily Planet” z Metropolis, Perry White, zaczynał swoją karierę właśnie w „Gazette”.

### W komiksach
- Ace Chemical Processing Inc. – fabryka, w której zamaskowany przestępca znany jako Red Hood wpadł do kadzi z chemikaliami, co doprowadziło do jego przemiany w Jokera. Zdarzenia te przedstawione są w komiksie Alana Moore’a Zabójczy żart.
- Amusement Mile – park rozrywki w Gotham, wyposażony w diabelskie młyny, kolejki górskie i inne typowe atrakcje.
- Latarnia morska Batmana – zainspirowana Statuą Wolności.
- Blackgate Maximum Security Penitentiary – główne więzienie miejskie, usytuowane na wyspie Blackgate. Komiks The Long Halloween sugeruje, że zastąpiło ono wcześniejsze Gotham Penitentiary.
- The Bowery – w komiksach przedstawiona jako najgorsza dzielnica miasta. Rozciąga się na południe od Crime Alley, zawiera w sobie mniejsze getto, Crown Point, dom zbrodni, prostytucji i ubóstwa.
- Brentwood Academy – prywatna szkoła średnia, do której uczęszczał Tim Drake w czasie runu Chucka Dixona w serii Robin.
- Burnley
- The Cauldron – obszar znany jako siedziba zorganizowanej przestępczości. Mafia irlandzka rządzi większością dzielnicy. Jest ona też miejscem pobytu wielu znanych zabijaków, takich jak Hitman, którego stworzyli Garth Ennis i John McCrea.
- The Clocktower – wieża zegarowa w śródmieściu, w której dawniej mieściła się tajna baza operacyjna Barbary Gordon – Oracle. W historii War games wieża została zniszczona.
- Chinatown – dzielnica azjatycka.
- Crime Alley – ang. Aleja Zbrodni – niewielka ulica na East End, nazywająca się oficjalnie Park Row. Odznacza się wysokim poziomem przestępczości. To właśnie tam Joe Chill zastrzelił Thomasa i Marthe Wayne’ów na oczach ich syna, Bruce’a, kiedy wracali z kina. Na Park Row Batman po raz pierwszy spotkał Jasona Todda, później drugiego po Dicku Graysonie Robina, kiedy ten próbował ukraść koła od Batmobilu. To tam także znajduje się klinika prowadzona przez doktor Leslie Thompkins, oraz tam Batman stoczył walkę z Supermanem w komiksie Powrót Mrocznego Rycerza.

#### W hołdzie twórcom przygód Batmana
- Aparo Expressway – nazwana na cześć rysownika Jima Aparo.
- Aparo Park – jw.
- Archie Goodwin International Airport – nazwana na cześć scenarzysty i długoletniego edytora Archie Goodwina.
- Barr Town – nazwana na cześć scenarzysty Mike’a W. Barra.
- Cape Carmine – nazwana na cześć rysownika Carmine’a Infantino.
- Davis Avenue – nazwana na cześć rysownika Alana Davisa.
- Dixon Dock – nazwana na cześć scenarzysty Chucka Dixona.
- Finger River – nazwana na cześć współtwórcy Batmana Billa Fingera.
- Finger Memorial Park – jw.
- Grant Park – nazwana na cześć scenarzysty Alana Granta.
- Kane County Morgue – nazwana na cześć współtwórcy Batmana Boba Kane’a.
- Miller Harbor – nazwana na cześć rysownika i scenarzysty Franka Millera.
- Novick Tunnel – nazwana na cześć rysownika Irv Novick.
- Robbinsville – nazwana na cześć rysownika Frank Robbins.
- Robinson Park – nazwana na cześć rysownika Jerry Robinson.
- Robinson Plaza – jw.
- Robinson Square – jw.
- R.H. Kane Building – nazwana na cześć współtwórcy Batmana Boba Kane’a.
- Robert Kane Memorial Bridge – jw.
- Sprang Bridge – nazwana na cześć rysownika Dicka Spranga.
- Sprang River – jw.
- Sprang Juvenile Detention Hall – jw. To tam przebywała młodociana Catwoman.
- The Westward Bridge – nazwana na cześć aktorów Adama Westa i Burta Warda.

## Najważniejsi mieszkańcy
W Gotham osadzonych jest wiele serii komiksowych i zamieszkuje je wiele postaci. Najbardziej znanymi są Batman i Robin. Inne ważne postaci komiksowe, zwykle bezpośrednio powiązane z postacią Batmana, których przygody rozgrywają się w Gotham, to Nightwing, Huntress, Barbara Gordon, a także od niedawna ponownie Batgirl.
Inne postacie, które zamieszkują Gotham, to m.in. Jason Blood – demon Etrigan, Ragman, The Question, Plastic Man, Zatara, Zatanna, Simon Dark, Tomy Monaghan czy antybohater Hitman. Drużyny superbohaterów operujące z Gotham to Section 8 i Justice Society of America.
Według kontinuum czasowego DC Comics Batman nie jest pierwszym gothamskim superbohaterem. Przygody Alana Scotta, Green Lantern ze złotego wieku, czasowo umiejscowione przed II wojną światową rozgrywają się w Gotham, a późniejsze jego przygody przedstawiają go jako prowadzącego swoją firmę Gotham Broadcasting Corporation.
Także Doctor Fate i Black Canary złotego wieku przedstawieni zostali jako działający z Gotham. Córka tej drugiej, aktualna Black Canary, także działa w Gotham przez większość serii Birds of Prey. Arella (poprzednio Angela Roth), drugoplanowa postać z Teen Titans oraz matka Raven, innej członkini zespołu, mieszkały w Gotham w młodości.
Oprócz superbohaterów, mieszkańcy Gotham pojawiali się w dodatkowych seriach takich jak Tales of Gotham City i dwóch mini-seriach Gotham Nights. Departament Policji w Gotham był zbiorowym bohaterem mini-serii GCPD oraz serii Gotham Central.

### Burmistrzowie Gotham City

#### W komiksach
W komiksach związanych z Batmanem pojawiło się do tej pory kilku burmistrzów miasta Gotham.
- Pierwszy burmistrz Gotham nie został nigdy nazwany, przypominał jednak burmistrza Nowego Jorku Fiorella La Guardię (w Batman #12 i Detective Comics #68).
- Burmistrz Hayes pojawił się w Batman #207 (grudzień 1968).
- Hamilton Hill – skorumpowany polityk wybrany dzięki zabiegom Ruperta Thorne. Został burmistrzem w Detective Comics #511 (luty 1982). Na początku swojej kadencji wspierał działania Thorne’a aby pokonać Batmana i poznać jego tożsamość, głównie poprzez zwolnienie komisarza policji Jamesa Gordona i zastąpienie go Peterem Paulingiem, jednym z ludzi Thorne’a. Po jego porażce, Hill przywrócił Gordona do służby, ale próbował zrzucić na niego winę za aktualny stan Gotham. Po raz ostatni w komiksach pojawił się w Batman #381 (marzec 1985), w czasie Kryzysu na Nieskończonych Ziemiach.
- Burmistrz Julius Lieberman odegrał ważną rolę w Batman versus Predator #1 (1991) pojawił się także w Batman: Run, Riddler, Run #1-3 oraz Justice Society of America vol. 2, #1.
- Armand Krol – Po raz pierwszy pojawił się w Detective Comics #647 (sierpień 1992). Podobnie jak Hamilton Hill nie przepadał za Gordonem. Był także przeciwny Batmanowi aż do historii Knightfall w której Mroczny Rycerz ocalił mu życie. Po tym wydarzeniu wolał opierać się na pomocy Batmana niż na pracy gothamskiej policji. Usunął Gordona ze stanowiska komisarza, mianującna to miejsce jego żonę, Sarah Essen Gordon. Po latach niekompetentnych rządów przegrał w wyborach z Marion Grange. (Shadow of the Bat #46, styczeń 1996). W trakcie jego kadencji Gotham ostatecznie pogrążyło się w chaosie gdy Ra’s al Ghul uwolnił wirus „Clench” (w historii Contagion). Sam Krol zmarł w wyniku zakażenia w trakcie drugiej epidemii wirusa, przedstawionej w historii Legacy. (Detective Comics #699, lipiec 1996).
- Marion Grange – była prokurator generalna, wygrała wybory m.in. dzięki poparciu Batmana. Została zaprzysiężona przez gubernatora stanu w środku kryzysu wywołanego przez „Clench” i niekompetencję swojego poprzednika. Jej pierwszą decyzją było siłowe usunięcie Krola z gabinetu, drugą przywrócenie Jamesa Gordona na stanowisko komisarza policji.(Robin #28, kwiecień 1996) Pozostała burmistrzem do zniszczenia Gotham przez trzęsienie ziemi w historii Cataclysm, gdy nie udało jej się zapobiec ogłoszeniu miasta strefą niczyją przez rząd federalny w No Man’s Land. Wkrótce potem zostały zamordowana przez ludzi Nicka Scratcha.
- Daniel Danforth Dickerson III – jego kadencja przypadła od końca No Man’s Land do połowy pierwszej dekady XXI wieku. Skorumpowany polityk poniósł śmierć z rąk Jokera.
- David Hull – jego kadencja przypadła na połowę pierwszej dekady XXI wieku.

Pradziadek Pingwina – imieniem Theodore Cobblepot – był także burmistrzem. Jego kadencja była najdłuższą w historii. Jest o nim wzmianka w komiksie Gotham Underground #9 (sierpień 2008).
Gdy żył jeszcze Thomas Wayne (ojciec Bruce’a Wayne’a), burmistrzem Gotham był Aubrey James – jest o nim wzmianka w Batman: Legends of the Dark Knight #204 (czerwiec 2006).
W historii One Year Later po Infinite Crisis rozmowa telefoniczna między Gordonem a burmistrzem wskazuje na zmianę na tym stanowisku oraz na fakt, że jest nim kobieta. Jej tożsamość pozostaje jednak nieznana.

#### W innych mediach
- seria telewizyjna Batman z lat 60.
  - Burmistrz Linseed, którego grał Byron Keith. Jego nazwisko było nawiązaniem do burmistrza Nowego Jorku z tamtego okresu, Johna Lindsaya. Gubernatorem „Stanu Gotham” był Stonefeller (tak, jak Nelson Rockefeller, gubernator stanu Nowy Jork w tym okresie). W mieście była także West River (tak jak w Nowym Jorku – East River, nawiązanie również do nazwiska Adama Westa grającego postać Batmana), oraz „Bernie Park’s Gallery”, wzorowana na rzeczywistej Park Bernet Gallery.
- Batman
  - William Borg, którego zagrał Lee Wallace.
- Powrót Batmana
  - Bezimienny burmistrz, którego zagrał Michael Murphy.
- Batman Forever
  - Bezimienny burmistrz, którego zagrał George Wallace.
- Batman
  - Hamilton Hill – głos pod tę postać podłożył Lloyd Bochner. W serialu Batman Beyond jego imieniem nazwana została szkoła.
- The Batman (serial TV z 2004)
  - Marion Grange – w odróżnieniu od komiksów, tu Grange był mężczyzną. Głos postaci podkładał Adam West.
  - Hamilton Hill – został nowym burmistrzem w piątym sezonie serialu. W odróżnieniu do komiksów jest Afroamerykaninem.
- Batman: Rycerz Gotham
  - Burmistrz Manning – zabity przez Deadshota.
- Mroczny Rycerz oraz Mroczny Rycerz powstaje
  - Anthony Garcia, którego zagrał Nestor Carbonell.

## Gotham w innych filmach/serialach
- Nazwa miasta Gotham przewija się również w serialu Smallville. Pojawiają się tam również bohaterowie kojarzeni z Gotham: Zatanna Zatara i Black Canary. Producenci nie dostali zgody na pojawienie się postaci Batmana.
- W serialu Ptaki nocy/Birds of Prey pojawia się New Gotham, zbudowane na gruzach starego Gotham.
- Pojawia się również w serialu Tytani